# Медельский, Александр Иванович
Александр Иванович Медельский (1892, Орёл — декабрь 1943, под Ленинградом) — советский художник, график, иллюстратор, плакатист.

## Биография
А. И. Медельский родился в семье служащего. Окончив семь классов реального училища в 1917 году, он поступил на военную службу в звании прапорщика. С 1919 года Медельский служил в Красной армии. Не сохранилось никаких сведений о том, получал ли Медельский начальное художественное образование, но с 1921 года он уже работал как художник. Медельский входил в объединение «Первоцвет», созданное бывшими членами Орловского общества любителей изящных искусств и присоединившимися к ним молодыми художниками, работал в орловском отделении РОСТА. Первая выставка, в которой принял участие Медельский, прошла в Орле в 1921 году. В 1920-х годах художник сотрудничал с несколькими издательствами, с этого времени работа в области оформления книг стала ведущей в его творчестве.
В январе 1925 года Медельский, переехав в Ленинград, стал членом Союза РАБИС и Горкома графики. В следующем, 1926 году, он поступил на отделение книжной графики графического факультета ВХУТЕИНа. Обучение завершил в 1930 году. С 1934 года А. Медельский принимал участие в выставках ленинградских художников.
Рисунки А. Медельского, выполненные тушью и пером или в технике цветной литографии, публиковались в журналах «Вокруг света» и «Резец». Тематика иллюстраций была самая разнообразная — от технической и военно-технической до анималистики, от этнографических зарисовок до фантастики. В числе прочего Медельский иллюстрировал палеонтологический фантастический роман А. Фористера «Меганейра», публиковавшийся в журнале «Вокруг света» весь 1936 год. Художник работал в издательстве «Учпедгиз», оформляя детские книги, учебники и хрестоматии.
С началом войны был призван в армию, работал вместе с другими ленинградскими художниками в «Боевом карандаше», выполнял плакаты одноименной серии. В 1942—1943 годах создал цикл фронтовых рисунков сажей и белилами «Ленинград», два из них («Выносит раненого с поля боя» и «Работа цеха во время артобстрела») экспонировались на Весенней выставке ленинградских художников 1943 года. Работы Медельского экспонировались также на выставке «Героический фронт и тыл», открывшейся осенью 1943 года в Государственной Третьяковской галерее.
В декабре 1943 года А. Медельский погиб под Ленинградом при артобстреле.